# Флор'ян Нарциссо
Флор'ян Нарциссо (фр. Florian Narcissot, нар. 20 травня 1991) — мартиніканський і французький футболіст, захисник клубу «Клуб Францискен» і національної збірної Мартиніки.

## Клубна кар'єра
У дорослому футболі дебютував 2014 року виступами за команду клубу «Клуб Францискен», кольори якої захищає й донині.

## Виступи за збірну
2017 року дебютував в офіційних матчах у складі національної збірної Мартиніки.
У складі збірної був учасником розіграшу Золотого кубка КОНКАКАФ 2017 року у США.